# ヘルマン・バール
ヘルマン・バール（Hermann Bahr, 1863年7月19日 - 1934年1月15日）は、オーストリアの作家。リンツ生まれ。ウィーン世紀末文化を代表する青年ウィーン（Jung Wien）の一員。

## 紹介
1892年、ベルリンからウィーンに移り、以後、ウィーンを拠点に活動した。ユダヤ系ではなかったが、ユダヤ人女性ローサ・ヨークル（ドイツ語: Rosa Jokl，1871 – 1940) と一度結婚した（のち離婚）。戯曲『コンサート』などで知られているが、ジャーナリスト、批評家としての業績のほうが重要である。彼の評論活動は、文学や演劇、美術や音楽など多方面にわたった。特に文学では、他者に先んじてフーゴ・フォン・ホーフマンスタールの天才を見抜き、アーダルベルト・シュティフターの再評価に際しても先駆的役割を演じた。ドイツ文学に対して「オーストリア文学」独自の価値を提唱したことでも知られる。

## 略歴
パリ、スペイン、ロシアを旅したのち、ウィーンに住み、多くの新聞・雑誌で精力的な批評活動を展開した。彼は時代の潮流にきわめて敏感で、1889年『Freie Bühne』（自由な舞台）誌の創刊に参加している。以来、自然主義・印象主義・表現主義などあらゆる新たな運動の先頭に立ち、評論・劇作に華やかな活動を示した。1880年代末期のパリ留学後にオーストリアに帰国した彼は、ウィーンでサロンを開いていた美術批評家のベルタ・ツッカーカンドルに、ウィーンの連中は眠っているばかりでなく、いびきをかいており、自分は「連中を叩き起こそうとしている」と語っている。バールは、目新しいものに貪欲で常に新しい知的・芸術的傾向を探し求め、それにより、ウィーンでは「明後日の男」というあだ名さえつけられていた。1890年に『現代文学』、1891年に『自然主義の克服』、1894年に『反ユダヤ主義』をそれぞれ刊行している。
ウィーンに移った彼は、カフェ・グリーンシュタイドルの思想的指導者（メートル・ア・パンサ）であった。1897年に閉業するまで、このカフェは進歩的な知識人の司令塔の役割をになった。19世紀末から20世紀初頭にかけて、オーストリアの演劇は、のちに「ウィーン派」とよばれた作家たちによって新たな飛躍を遂げたが、そのグループの中核をなしたのがヘルマン・バールであった。かれは、多くの風俗劇のなかに鋭さと才知をこめて当時のウィーンの雰囲気を描く一方、フーゴ・フォン・ホーフマンスタールやアルトゥル・シュニッツラーら「青年ウィーン」のメンバーを擁護した。
一方、20世紀初め、伝統的なものとのつながりを保持しながらも新しい芸術の形式を生み出そうという気運のもとで「ウィーン詩派」がおこったが、その中心人物でもあり、若きホーフマンスタールやリヒャルト・ベーア＝ホフマンに多大な影響を与えた。絵画では、ウィーン分離派の人々を支持し、批判の渦中にあったグスタフ・クリムトを、彼は「彼は実は絵を描いたのではなかった。見ることそのものを描いたのだ」と述べて擁護しつづけた。バールは10篇の小説、40篇の戯曲、無数の随筆や書評を書いたといわれる。
評論家のカール・クラウスは、カフェ・グリーンシュタイドルの常連者たちを批判し、また、バールに対しては生涯論陣を張った。リンツ生まれのバールは、学生時代は汎ゲルマン主義的なナショナリストだったが、のちにフランス象徴主義とデカダンスに魅せられ、文学ではイギリスのオスカー・ワイルド、ノルウェーのヘンリック・イプセン、スウェーデンのヨハン・アウグスト・ストリンドベリ、美術・建築ではウィーン分離派とユーゲントシュティールの人々、音楽においてはグスタフ・マーラーとアルノルト・シェーンベルクを支持した。1904年以降、彼は宮廷歌劇場のソプラノ歌手、アンナ・フォン・ミルデンブルク（1872 – 1947)と関係をもち、先妻と離婚して1909年に彼女と結婚した。バールはそれまで長いあいだ無神論者を装っていたが結婚後は、再びカトリック教会に傾倒し、第一次世界大戦のはじまる1914年には好戦主義者となっていた。クラウスは、こうした彼を無節操な変節漢と批判した。
ヘルマン・バールは、ウィーン市の環状道路であるリングシュトラーセについて、「少年の日、ただもう驚嘆三昧のまなこで私はリング通りを見上げたものだ」と書き残している。しかし、やがてバールはその虚飾を憎むようになり、ウィーンという町に対して彼は愛憎半ばする思いをいだきつづけた。晩年はミュンヘンに移り、神秘思想に帰依した。

## 主な作品
- 1890年-1897年 Zur Kritik der Moderne（評論集）- 『世紀末ウィーン文化評論集』（西村雅樹編訳、岩波文庫、2019年）
- 1893年 『ジャネット』Jeanette（小説）- 『ウィーン世紀末文学選』（池内紀編訳、岩波文庫、1989年）に収録
- 1900年 『コンサート』Das Konzert（喜劇）
- 1901年 Der Krampus （喜劇）
- 1916年 Himmelfahrt （小説）